# РБ-531Б «Инфауна»

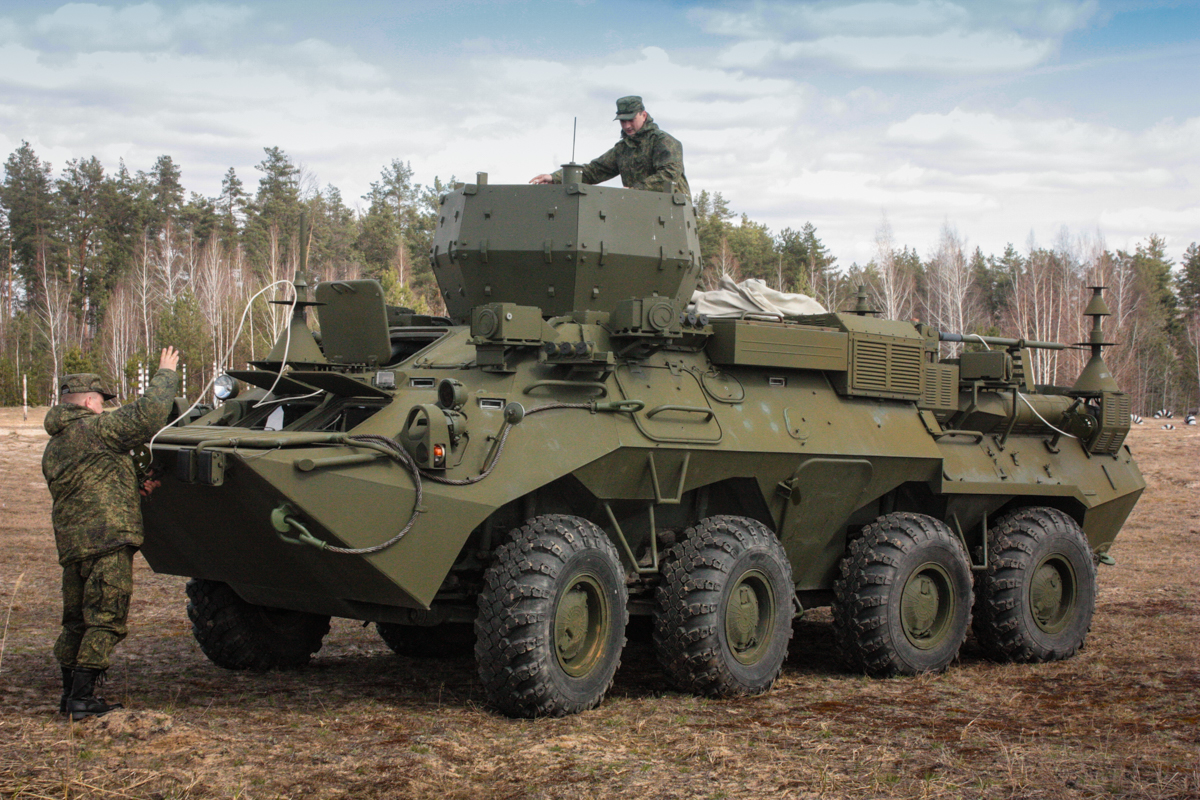

РБ-531Б "Инфауна" - российская система радиоэлектронной борьбы, применяемая для обнаружения и блокирования средств связи противника и противодействие высокоточному оружию и дронам-камикадзе.

## История
С 2005 по 2009 года Концерн "Созвездие" разрабатывал систему Р-531Б, главным конструктором выступал Михаил Артёмов. В исследовательских работах и конструировании прототипа принимали различные компании ВПК из Москвы, Воронежа и Санкт-Петербурга. Государственные испытания были завершены осенью 2010 года, а обучение личного состава было начато в 2011 году. Машина была принята на вооружение и началась поставляться в войска в 2012 году. Система РБ-531Б была публично представлена 9 мая 2015 года во время парада победы в Пскове. Официальная презентация системы состоялась в октябре 2015 года в рамках Дня инноваций ЮВО. Заинтересованные системой, иностранные заказчики, смогли с ней ознакомится в 2016 году во время KADEX-2016. Следующая презентация системы состоялась на Международном Военно-техническом форуме "Армия-2017" в Кубинке.

## Назначение
Система была спроектирована на модифицированном шасси БТР-80 для защиты российских войск на батальоном уровне от высокоточных средств поражения, по типу дронов-камикадзе. Основными задачами является защита дорог по которой перемещается союзная техника с личным составом от атак с применением радиоуправляемых СВУ, а также подавлении радиосвязи противника в УКВ-диапазоне частот. Эффективный радиус  постановки помех для самодельных взрывных устройств с радиовзрывателем, составляет 25 м, прикрывается до 90% радиокомандных частот для зарядов, а эффективность глушения вражеской связи составляет 70%.Так же система может применяться для защиты техники и подразделений от высокоточного оружия с лазерным и телевизионным наведением, специально для этого машина имеет возможность постановки дымовой завесы дальностью до 130 м. РБ-531Б работает, как и находясь на месте так и в движении, поэтому машина применяется для защиты конвоев.

## Поступление в войска
В 2012 году система поступила на вооружение 98-й гвардейской воздушно-десантной дивизии и 7-й гвардейской воздушно-десантной дивизии. В 2019 году поступила в расположение 201-й военной базы расположенной в Таджикистане.

## Конструкция

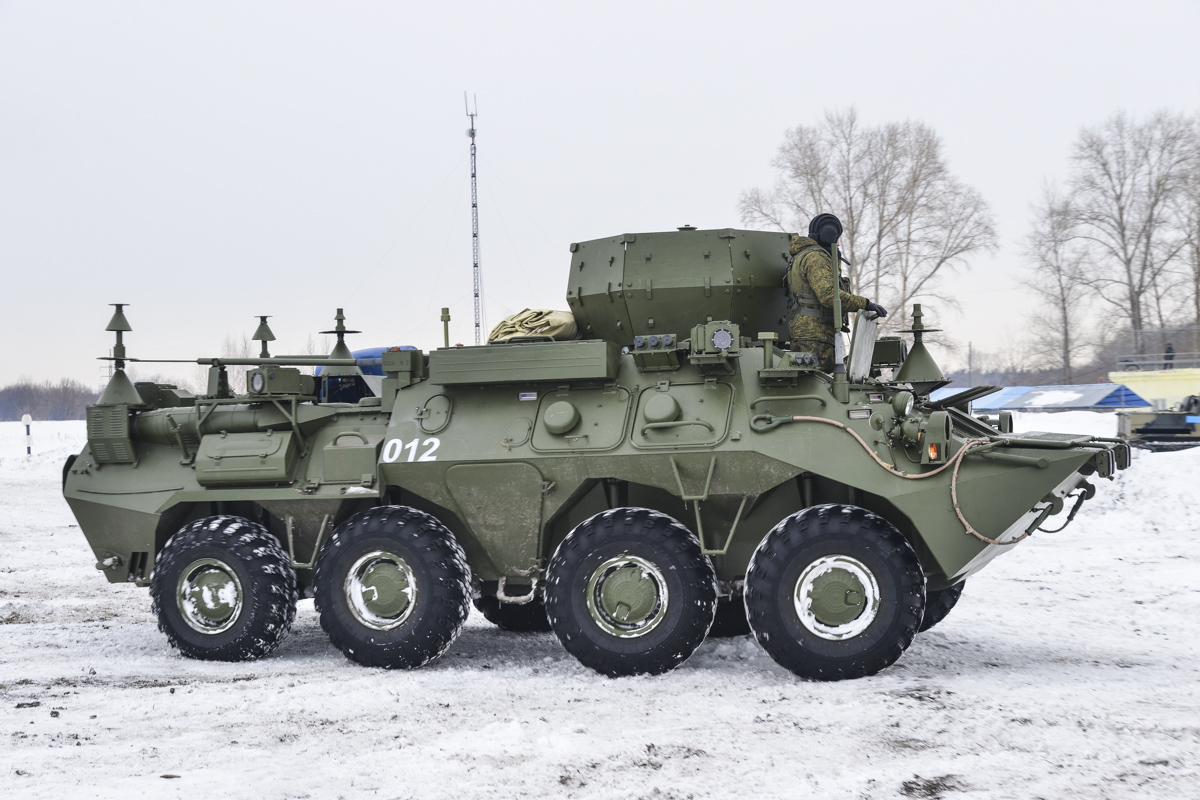

В основу конструкции легло модифицированное шасси от БТР-80, имеющие обозначение К1Ш1. По сравнению с базовым шасси корпус был увеличен, для размещение дополнительного оборудования. Экипаж машины состоит из трёх человек: водителя, командира и оператора системы. Бронирование корпуса обеспечивает защиту от пули калибром 12,7 мм в лобовой проекции на расстоянии 200 метров  и более, а так же от пуль калибром 7,62 мм с бортов. С бортов на машине установлены датчики предупреждения об лазерном облучении, для автоматической постановки дымовой завесы. Главная антенна расположена на крыше машины в защитном кожухе. Выдвижение антенны происходит при помощи телескопической мачты.